# Wereldkampioenschappen skivliegen 2024
De wereldkampioenschappen skivliegen 2024 werden van 25 tot en met 28 januari 2024 gehouden op de Kulm in het Oostenrijkse Tauplitz/Bad Mitterndorf.

## Wedstrijdschema
| Datum      | Tijd  | Schansrecord | Detail                                                          |
| ---------- | ----- | ------------ | --------------------------------------------------------------- |
| 25 januari | 14:00 | 244,0 m      | Kwalificatie                                                    |
| 26 januari | 14:00 | 244,0 m      | Eerste sprong (individueel) Tweede sprong (individueel)         |
| 27 januari | 14:00 | 244,0 m      | Derde sprong (individueel) Vierde sprong (individueel)          |
| 28 januari | 14:00 | 244,0 m      | Eerste sprong (landenwedstrijd) Tweede sprong (landenwedstrijd) |

## Medailles

### Medaillewinnaars
| Onderdeel       | Goud                                                 | Goud   | Zilver                                                          | Zilver | Brons                                                              | Brons  |
| --------------- | ---------------------------------------------------- | ------ | --------------------------------------------------------------- | ------ | ------------------------------------------------------------------ | ------ |
| Individueel     | Stefan Kraft Oostenrijk                              | 0647,4 | Andreas Wellinger Duitsland                                     | 0645,2 | Timi Zajc Slovenië                                                 | 0642,7 |
| Landenwedstrijd | Slovenië Lovro Kos Peter Prevc Domen Prevc Timi Zajc | 1615,4 | Oostenrijk Michael Hayböck Manuel Fettner Jan Hörl Stefan Kraft | 1588,9 | Duitsland Pius Paschke Karl Geiger Stephan Leyhe Andreas Wellinger | 1549,9 |

### Medaillespiegel
| Plaats | Land       | Goud | Zilver | Brons | Totaal |
| 1      | Oostenrijk | 1    | 1      | 0     | 2      |
| 2      | Slovenië   | 1    | 0      | 1     | 2      |
| 3      | Duitsland  | 0    | 1      | 1     | 2      |
| Totaal | Totaal     | 2    | 2      | 2     | 6      |